# Sonny Chiba
Shinichi Chiba (千葉 真一 Chiba Shin'ichi?, n. 22 ianuarie 1939, Fukuoka, Japonia – d. 19 august 2021, Kimitsu, Prefectura Chiba, Japonia), cunoscut la nivel internațional sub numele de Sonny Chiba, a fost un actor japonez și expert în arte marțiale.

## Biografie și carieră
Chiba a fost unul dintre primii actori care a devenit vedetă prin abilitățile sale în arte marțiale, inițial în Japonia și mai târziu în fața unui public internațional.
Născut ca Sadaho Maeda (前 田 禎 穂, Maeda Sadaho) în Fukuoka, Japonia, el a fost al treilea din cei cinci copii din familia unui pilot militar de testare. Când a avut patru ani, tatăl său a fost transferat la Kisarazu, Chiba, iar familia s-a mutat la Kimitsu, Chiba.
După ce Chiba a mers la liceul din Kimitsu, profesorul de educație fizică l-a sfătuit să facă gimnastică artistică. De asemenea, a fost pasionat de atletism, baseball și volei.
Cariera sa de actor a început în televiziune, unde a apărut în două seriale cu super-eroi tokusatsu, înlocuindu-l mai întâi pe Susumu Wajima ca personajul principal Kōtarō Ran / Seven Color Mask în Seven Color Mask (Nana-iro kamen) în a doua jumătate a seriei. Apoi a jucat apoi ca Gorō Narumi / Messenger of Allah în Messenger of Allah (Allah no Shisha). Debutul său cinematografic și primul său rol principal a fost în filmul științifico-ficțional Invasion of the Neptune Men din 1961. Mai târziu în acel an, Chiba a apărut în primul film al lui Kinji Fukasaku, Drifting Detective: Tragedy in the Red Valley (Fûraibô tantei: Akai tani no sangeki), care a marcat începutul unei lungi serii de colaborări a celor doi.

## În artele marțiale

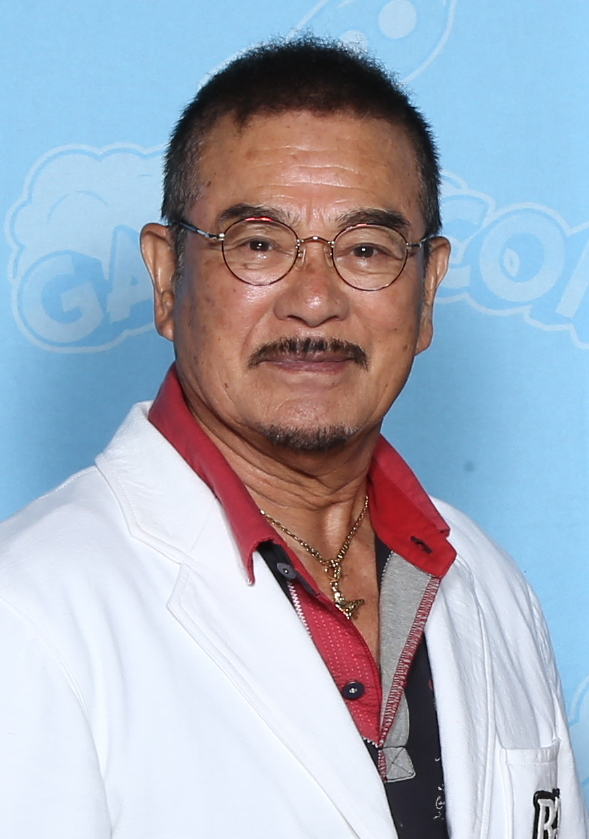
Sonny Chiba în 2019

Chiba a deținut centuri negre în următoarele arte marțiale::
- Kyokushin Karate: 4 Dan
- Ninjutsu: 4 Dan
- Goju-ryu karate: 2 Dan
- Shorinji Kempo: 2 Dan
- Judo: 2 Dan
- Kendo: 1 Dan

## Filmografie

### Film
| An   | Titlu                                                         | Rol                           | Note                     |
| ---- | ------------------------------------------------------------- | ----------------------------- | ------------------------ |
| 1961 | Police Department Story: Alibi                                | Detectiv Nakagawa             |                          |
| 1961 | Police Department Story: The 15 Year Old Woman                | Detectiv Nakagawa             |                          |
| 1961 | Drifting Detective: Tragedy in the Red Valley                 | Gorō Saionji                  |                          |
| 1961 | Drifting Detective: Black Wind in the Harbor                  | Gorō Saionji                  |                          |
| 1961 | Invasion of the Neptune Men                                   | Shinichi Tachibana/Iron Sharp |                          |
| 1961 | Vigilante in the Funky Hat                                    | Ichirō Tenka                  |                          |
| 1961 | Police Department Story: Twelve Detectives                    | Detectiv Nakagawa             |                          |
| 1961 | Vigilante in the Funky Hat: The 20,000,000 Yen Arm            | Ichirō Tenka                  |                          |
| 1961 | Shinto Boss Series: Employee Ishimatsu is the Man             | Nagashima                     |                          |
| 1962 | The Kamikaze                                                  | Yūki                          |                          |
| 1962 | Love School                                                   | Shinichi Kogure               |                          |
| 1962 | Escape: The 2/26 Incident                                     | Private First Class Shinohara |                          |
| 1962 | For Love, the Sun, and the Gang                               | Yamauchi                      |                          |
| 1962 | Higher Than the Stars in the Sky                              | Yoshio Horimoto               |                          |
| 1962 | Tragedy of Twins                                              | Masaki                        |                          |
| 1962 | Four Sisters                                                  | Shinkichi Hayami              |                          |
| 1962 | Mid-August Commotion                                          | Dr. Ōmori                     |                          |
| 1962 | Gang vs G-Men                                                 | Osamu Kaji                    |                          |
| 1962 | The Gambler                                                   | Mōri                          |                          |
| 1962 | The Terrifying Witch                                          | Daisuke Shirono               |                          |
| 1963 | Twins Searching for Mother                                    | Ume-san                       |                          |
| 1963 | President Jiro and Employee Ishimatsu: Yasugi Bushi Road      | Hiroshi Shiomi                |                          |
| 1963 | The Violent Underworld                                        | Kazuo Ichinoki                |                          |
| 1963 | Special Tactical Police                                       | Detectiv Naitō                |                          |
| 1963 | Twins in the Meadow                                           | Kenichi Tomizawa              |                          |
| 1963 | Judo for Life                                                 | Shirō Hongō                   |                          |
| 1963 | Special Tactical Police 2                                     | Detectiv Naitō                |                          |
| 1963 | Lure of A Killer                                              | Daisuke Jōno                  |                          |
| 1963 | Gambler Tales of Hasshu: A Man's Pledge                       | Satarō                        |                          |
| 1963 | The Chivalrous of Asakusa                                     | Shinsuke Hayama               |                          |
| 1963 | The Navy                                                      | Takao Mutaguchi               |                          |
| 1963 | Yakuza's Song                                                 | Shunji Nitta                  |                          |
| 1963 | Gang Chusingura                                               | Shichirō Yatō                 |                          |
| 1963 | White Ball                                                    | Yōta Ogiwara                  |                          |
| 1963 | Life of Blackmail                                             | Gorō Ozawa                    |                          |
| 1964 | Decree from Hell                                              | Shinichi Ōmatsu               |                          |
| 1964 | Judo for Life: The Devil of Kodokan                           | Shirō Hongō                   |                          |
| 1964 | Tokyo Untouchable: Prostitution Underground Organization      | Yoshio Hamada                 |                          |
| 1964 | Here Because of You                                           | Makoto Yabuki                 |                          |
| 1964 | Dragon and Tiger Generation                                   | Shinichi Matsuhashi           |                          |
| 1965 | Singing to Those Clouds                                       | Jun Tonomura                  |                          |
| 1965 | That Cute Girl                                                | Morimoto                      |                          |
| 1965 | Hey, Clouds!                                                  | Saburō Tatsumi                |                          |
| 1965 | Tale of Japanese Burglars                                     | Attorney Ōki                  |                          |
| 1965 | The Fugitive                                                  | Saburō Tateishi               |                          |
| 1965 | Yakuza G-Men: Meiji Underworld                                | Tōru Shibayama                |                          |
| 1965 | A Villain's Code Of Honor                                     | Sōichi Jinnai                 |                          |
| 1965 | Abashiri Prison: Hokkai Territory                             | Hayama                        |                          |
| 1966 | Bitches of the Night                                          | Tatsuo Ōtsuki                 |                          |
| 1966 | Kamikaze Man: Duel at Noon                                    | Ken Mitarai                   |                          |
| 1966 | Terror Beneath the Sea                                        | Abe                           |                          |
| 1966 | Abashiri Prison: Duel in the South                            | Tanimura                      |                          |
| 1966 | Dash to the Sun                                               | Takashi Shindō                |                          |
| 1966 | Game of Chance                                                | Bungo Endō                    |                          |
| 1966 | Ōgon Bat                                                      | Dr.Yamatone                   |                          |
| 1967 | Soshiki Bōryoku                                               | Shinji Takasugi               |                          |
| 1967 | Game of Chance 2                                              | Bungo Endō                    |                          |
| 1967 | Diaries of the Kamikaze                                       | Second Sub-lieutenant Hanzawa |                          |
| 1967 | The North Sea Chivalry                                        | Shūichi Aida                  |                          |
| 1967 | King of Gangsters                                             | Matsumoto                     |                          |
| 1967 | Game of Chance 3                                              | Bungo Endō                    |                          |
| 1967 | Kawachi Chivalry                                              | Komakichi Sugimoto            |                          |
| 1968 | Human Torpedoes: Kaiten Special Attack Force                  | Chief navigator Takiguchi     |                          |
| 1968 | Army Intelligence 33                                          | Kazuo Yamamoto                |                          |
| 1968 | The Young Eagles of the Kamikaze                              | Second Sub-lieutenant Kodama  |                          |
| 1969 | Delinquent Boss: Ocho the She-Wolf                            | Mitsuo Fujiki                 |                          |
| 1969 | Memoir of Japanese Assassins                                  | Tadashi Onuma                 |                          |
| 1970 | Yakuza Deka                                                   | Shirō Hayata                  |                          |
| 1970 | Yakuza Cop 2: Marijuana Trafficking Syndicate                 | Shirō Hayata                  |                          |
| 1970 | The Last Suicide Squad                                        | Captain Mishima               |                          |
| 1971 | Yakuza Cop 3: Poison Gas Affair                               | Shirō Hayata                  |                          |
| 1971 | Yakuza Cop 4: No Epitaphs for Us                              | Shirō Hayata                  |                          |
| 1972 | Yakuza Wolf: I Perform Murder                                 | Gōsuke Himuro                 |                          |
| 1972 | Vice G-Men                                                    | Yasuo Kikuchi                 |                          |
| 1972 | Wandering Ginza Butterfly 2: She-Cat Gambler                  | Ryūji Azuma                   |                          |
| 1972 | Yakuza Wolf 2: Extend My Condolences                          | Tōru Ibuki                    |                          |
| 1972 | Vice G-Men 2: Terrifying Flesh Hell                           | Haruo Kikuchi                 |                          |
| 1973 | Battles Without Honor and Humanity: Deadly Fight in Hiroshima | Katsutoshi Ōtomo              |                          |
| 1973 | Karate Kiba                                                   | Naoto Kiba                    |                          |
| 1973 | Tokyo-Seoul-Bangkok Drug Triangle                             | Tatsuya Wada                  |                          |
| 1973 | Karate Kiba 2                                                 | Naoto Kiba                    |                          |
| 1974 | The Street Fighter                                            | Takuma Tsurugi                |                          |
| 1974 | Return of the Street Fighter                                  | Takuma Tsurugi                |                          |
| 1974 | Military Spy School                                           | Ichirō Kikuchi                |                          |
| 1974 | The Executioner                                               | Ryūichi                       |                          |
| 1974 | Sister Street Fighter                                         | Seiichi Hibiki                |                          |
| 1974 | The Street Fighter's Last Revenge                             | Takuma Tsurugi                |                          |
| 1974 | The Executioner II: Karate Inferno                            | Ryūichi                       |                          |
| 1975 | Killing Machine                                               | Doshin So                     |                          |
| 1975 | Young Nobility: Maki of the 13 Steps                          | Kenichi Hyūga                 |                          |
| 1975 | Wolfguy: Enraged Lycanthrope                                  | Akira Inugami                 |                          |
| 1975 | The Bullet Train                                              | Aoki                          |                          |
| 1975 | Champion of Death                                             | Masutatsu Ōyama               |                          |
| 1975 | Detonation: Violent Riders                                    | Tsugami                       |                          |
| 1975 | New Battles Without Honor and Humanity: The Boss's Head       | Bartender                     | Nemenționat              |
| 1975 | The Defensive Power of Aikido                                 | Shinbei Natori                |                          |
| 1975 | Karate Bearfighter                                            | Masutatsu Ōyama               |                          |
| 1976 | Dragon Princess                                               | Isshin Higaki                 |                          |
| 1976 | Yokohama Underworld: Machine Gun Dragons                      | Keiichi Komatsu               |                          |
| 1976 | Karate Warriors                                               | Shūhei Sakata                 |                          |
| 1976 | The Rugby Star                                                | Rikio Ōtate                   |                          |
| 1976 | Jail Breakers                                                 | Wataru Kangi                  |                          |
| 1976 | Okinawa Yakuza War                                            | Seigō Kunigami                |                          |
| 1977 | Yakuza War: The Japanese Don                                  | Tsuneyoshi Sakota             |                          |
| 1977 | Soul of Chiba                                                 | Mu Yun Tek                    | Plănuit                  |
| 1977 | Hokuriku Proxy War                                            | Hachirō Kanai                 |                          |
| 1977 | Karate for Life                                               | Mas Oyama                     |                          |
| 1977 | Gambler's Code of Japan                                       | Katsuji Kogure                |                          |
| 1977 | Doberman Cop                                                  | Jōji Kanō                     |                          |
| 1977 | Torakku Yarō                                                  | Jōji Niimura                  |                          |
| 1977 | Golgo 13: Assignment Kowloon                                  | Golgo 13/Duke Tōgō            |                          |
| 1977 | Black Jack: The Visitor in the Eye                            | Drunk                         |                          |
| 1978 | Shogun's Samurai                                              | Yagyū Jūbei Mitsuyoshi        |                          |
| 1978 | Message from Space                                            | Prince Hans                   |                          |
| 1978 | Okinawa: The Ten Year War                                     | Chōyū Inami                   |                          |
| 1978 | The Fall of Ako Castle                                        | Kazuemon Fuwa                 |                          |
| 1979 | Dead Angle                                                    | Yōsuke Ōta                    |                          |
| 1979 | Hunter in the Dark                                            | Samon Shimoguni               |                          |
| 1979 | The Resurrection of the Golden Wolf                           | Mitsuhiko Sakurai             |                          |
| 1979 | G.I. Samurai                                                  | Lt. Yoshiaki Iba              | Regizor scene de acțiune |
| 1980 | Virus                                                         | Dr. Yamauchi                  |                          |
| 1980 | Shogun's Ninja                                                | Shōgen Shiranui               | Regizor scene de acțiune |
| 1981 | The Bushido Blade                                             | Prince Ido                    |                          |
| 1981 | Chanbara Graffiti                                             |                               | documentary              |
| 1981 | Samurai Reincarnation                                         | Yagyū Jūbei Mitsuyoshi        |                          |
| 1981 | Roaring Fire                                                  | Shunsuke Tachikawa            | Regizor scene de acțiune |
| 1981 | The Kamikaze Adventurer                                       | Daisuke Kamikaze              |                          |
| 1981 | The Blazing Valiant                                           |                               | Regizor scene de acțiune |
| 1982 | Fall Guy                                                      | Himself                       |                          |
| 1982 | Ninja Wars                                                    | Yagyū Munetoshi               |                          |
| 1983 | Kabamaru the Ninja                                            | Saizō Igano                   | Plănuit                  |
| 1983 | Legend of the Eight Samurai                                   | Dōsetsu Inuyama               |                          |
| 1984 | Kotaro to the Rescue                                          | Moore County colonel          | Plănuit                  |
| 1985 | The Last True Yakuza                                          | Ryōzō Kanō                    |                          |
| 1986 | Cabaret                                                       |                               |                          |
| 1987 | Sure Death 4: Revenge                                         | Bunshichi Warabeya            |                          |
| 1989 | Tetsuro Tamba's Large Spiritual World                         |                               |                          |
| 1989 | Shogun's Shadow                                               | Shōzaemon Iba                 | Regizor scene de acțiune |
| 1989 | Sensei                                                        | Makoto Ushiyama               | Producător               |
| 1990 | Yellow Fangs                                                  |                               | Regizor Producător       |
| 1991 | Gokudo Wars                                                   | Takatsugu Kasai               |                          |
| 1992 | Fighting Fist                                                 | Superintendent Yamada         | Regizor                  |
| 1992 | Aces: Iron Eagle III                                          | Colonel Sueo Horikoshi        |                          |
| 1992 | A Mine Field                                                  | Hiromichi Takagi              | Idee originală           |
| 1992 | The Triple Cross                                              | Shiba                         |                          |
| 1994 | Immortal Combat                                               | Jiro 'J.J.' Jintani           |                          |
| 1995 | Body Count                                                    | Makoto                        |                          |
| 1998 | The Storm Riders                                              | Lord Conqueror                |                          |
| 2000 | The Legend of the Flying Swordsman                            | 'Dagger' Yuan-ba Li           |                          |
| 2000 | Born to Be King                                               | Ichio Kusakari                |                          |
| 2000 | Chinchiromai                                                  | Takeshi Kuroda                |                          |
| 2001 | The Melancholy Hitman                                         |                               | Direct-pe-video          |
| 2001 | Akumyoh                                                       | Tōyōzō Kuroshima              | Direct-pe-video          |
| 2001 | Koroshi no Gundan                                             | Miyoshi                       | Direct-pe-video          |
| 2001 | Koroshi no Gundan 2                                           | Miyoshi                       | Direct-pe-video          |
| 2002 | Akumyoh 2                                                     | Tōyōzō Kuroshima              | Direct-pe-video          |
| 2002 | Deadly Outlaw: Rekka                                          | Yasunori Hijikata             |                          |
| 2002 | Yakuza of Legend: Chapter of Raging Fire                      |                               |                          |
| 2002 | Don no Michi 6                                                | Takagi                        | Direct-pe-video          |
| 2003 | Don no Michi 7                                                | Takagi                        | Direct-pe-video          |
| 2003 | Don no Michi 8                                                | Takagi                        | Direct-pe-video          |
| 2003 | New Shadow Warriors                                           | hanzō Hattori I               | Plănuit                  |
| 2003 | Yakuza of Legend: Chapter of the Setting Sun                  |                               | Direct-pe-video          |
| 2003 | New Shadow Warriors II                                        | Hanzō Hattori I               | Plănuit                  |
| 2003 | Don no Michi 9                                                | Takagi                        | Direct-pe-video          |
| 2003 | Battle Royale II: Requiem                                     | Makio Mimura                  |                          |
| 2003 | True Kyūshū Yakuza 1                                          | Isoji Ōga                     | Direct-pe-video          |
| 2003 | New Shadow Warriors III                                       | Hanzō Hattori I               | Producător executiv      |
| 2003 | Kill Bill Volume 1                                            | Hanzō Hattori                 | Coregrafie Kenjutsu      |
| 2003 | Namishō no Yamamoto-ja! Kenka Yakyū-hen                       |                               | Direct-pe-video          |
| 2004 | New Shadow Warriors IV                                        | Hanzō Hattori I               | Producător executiv      |
| 2004 | Zenidō                                                        | Kōjirō Shinkai                |                          |
| 2004 | Zenidō 2                                                      | Kōjirō Shinkai                |                          |
| 2004 | Zenidō 3                                                      | Kōjirō Shinkai                |                          |
| 2004 | New Boss of Japan                                             | Matsuo Takano                 | Direct-pe-video          |
| 2004 | New Boss of Japan 2                                           | Matsuo Takano                 | Direct-pe-video          |
| 2004 | New Boss of Japan 3                                           | Matsuo Takano                 | Direct-pe-video          |
| 2004 | Survive Style 5+                                              | Kazama                        |                          |
| 2004 | Zenidō 4                                                      | Kōjirō Shinkai                | Direct-pe-video          |
| 2004 | Explosive City                                                | Otosan                        |                          |
| 2004 | Zenidō 5                                                      | Kōjirō Shinkai                | Direct-pe-video          |
| 2005 | Zenidō 6                                                      | Kōjirō Shinkai                |                          |
| 2005 | New Shadow Warriors V                                         | Hanzō Hattori I               |                          |
| 2005 | New Shadow Warriors VI                                        | Hanzō Hattori I               |                          |
| 2005 | Sarutobi Sasuke and the Army of Darkness 3: Wind Chapter      | Yagyū Jūbei Mitsuyoshi        |                          |
| 2005 | Sarutobi Sasuke and the Army of Darkness 4: Fire Chapter      | Yagyū Jūbei Mitsuyoshi        |                          |
| 2006 | The Fast and the Furious: Tokyo Drift                         | Boss Kamata                   |                          |
| 2006 | Master of Thunder                                             | Genryū                        |                          |
| 2006 | The Winds of God: Kamikaze                                    | Nobutada Ōta                  |                          |
| 2006 | True Kyūshū Yakuza 2                                          | Isoji Ōga                     | Direct-pe-video          |
| 2007 | True Kyūshū Yakuza 3                                          | Isoji Ōga                     | Direct-pe-video          |
| 2007 | Oyaji                                                         | Ryūmichi Numata               | Regizor                  |
| 2009 | Sennen no Matsu                                               |                               | Direct-pe-video          |
| 2009 | Sennen no Matsu 2                                             |                               | Direct-pe-video          |
| 2012 | Shura no Hanamichi                                            | Yoshio Sutama                 |                          |
| 2012 | Shura no Hanamichi 2                                          | Yoshio Sutama                 | Direct-pe-video          |
| 2012 | Gokudō no Monshō Part 18                                      |                               | Direct-pe-video          |
| 2012 | Sushi Girl                                                    | Sushi chef                    |                          |
| 2013 | Nihon Tōitsu                                                  | Seizō Gonda                   |                          |
| 2013 | Nihon Tōitsu 2                                                | Seizō Gonda                   | Direct-pe-video          |
| 2014 | Shura no Denshō Araburu Kyō Inu                               | Shūhei Akiyama                |                          |
| 2014 | Kabukichō High School                                         | Hakkaisan board chairman      |                          |
| 2014 | Kanto Gokudo Association Part 1                               |                               | Direct-pe-video          |
| 2015 | Take a Chance                                                 | Miyamoto Musashi              |                          |
| 2015 | Kanto Gokudo Association Part 2                               |                               | Direct-pe-video          |
| 2015 | April Fools                                                   | Bōryokudan leader             |                          |
| 2015 | So-On: The Five Oyaji                                         |                               |                          |
| 2017 | Gokudō Tenka Fubu Part 1                                      | Motonari Mōriya               |                          |
| 2017 | Teppen                                                        |                               | Direct-pe-video          |
| 2017 | Gokudō Tenka Fubu Part 2                                      | Motonari Mōriya               |                          |
| 2017 | Teppen 2                                                      |                               | Direct-pe-video          |
| 2017 | Teppen 3                                                      |                               | Direct-pe-video          |
| 2017 | Shashin Koshien Summer in 0.5 Seconds                         | Chair workshop craftsman      |                          |
| 2017 | Gokudō Tenka Fubu Part 4                                      | Motonari Mōriya               |                          |
| 2019 | Bond of Justice: Kizuna                                       | Jō                            |                          |

### Televiziune
| An   | Titlu                                                 | Rol                            | Note                      |
| ---- | ----------------------------------------------------- | ------------------------------ | ------------------------- |
| 1960 | Seven Color Mask                                      | Seven Color Mask II/Kōtarō Ran | 26 episoade               |
| 1960 | Messenger of Allah                                    | Gorō Narumi                    | 26 episoade               |
| 1960 | Wanted: Demon Fire                                    |                                | 1 episod                  |
| 1963 | The Light of Asakusa                                  |                                | film TV                   |
| 1964 | JNR Inspector No. 36                                  | Railway Inspector Hayakawa     | 4 episoade                |
| 1965 | Flag of Glory                                         | Lieutenant Yamanaka            | 1 episod                  |
| 1965 | Blind Black Belt                                      | Tatsuya Kurami                 |                           |
| 1965 | Special Tactical Police                               | Detectiv Komatsu               | 1 episod                  |
| 1965 | Kiiroi Fūdo                                           |                                |                           |
| 1968 | Key Hunter                                            | Yōsuke Kazama                  |                           |
| 1969 | Special Investigation Office                          |                                | 1 episod                  |
| 1970 | Judo Straight Line                                    | Washio                         | 3 episoade                |
| 1972 | The Young Detective                                   | Detectiv Yabuki                | 3 episoade                |
| 1973 | Robot Detective                                       | Keitarō Shinjō                 | 2 episoade                |
| 1973 | Suspense Series: Modern Witch Tale Murderous Love     | Shige                          | 1 episod                  |
| 1974 | The Bodyguard                                         | Shūsuke Washimi                | 26 episoade               |
| 1975 | The Gorilla Seven                                     | Daisuke Kazami                 | 26 episoade               |
| 1975 | Blazing Dragnet                                       | Shirō Ōgami                    | 14 episoade               |
| 1976 | Emergency Line                                        | Masahiro Godai                 | 10 episoade               |
| 1976 | Nanairo Tongarashi                                    | Tetsuo Samejima                |                           |
| 1977 | Shingo Tondeke Torimonochō                            |                                |                           |
| 1978 | Crossroads                                            | Junzō Kihara                   | 3 episoade                |
| 1978 | Omoide no Umibe Papa, Boku Shinitakunai!!             |                                | film TV                   |
| 1978 | The Yagyu Conspiracy                                  | Yagyū Jūbei Mitsuyoshi         | 39 episoade               |
| 1978 | Yukiyama Sanka Aru Seishun: Tateta! Subereta!         |                                | film TV                   |
| 1978 | Southern Cross                                        | Miyamoto Musashi               | film TV                   |
| 1980 | Shadow Warriors                                       | Hanzō Hattori III              | 27 episoade               |
| 1980 | Tokyo Great Earthquake Magnitude 8.1                  | Kobayashi                      | film TV                   |
| 1980 | Yagyu Abaretabi                                       | Yagyū Jūbei Mitsuyoshi         | 26 episoade               |
| 1981 | Keishichō Satsujin-ka                                 |                                | 1 episod                  |
| 1981 | Shadow Warriors II                                    | Shinpachi Tsuge                | 26 episoade               |
| 1982 | Space Sheriff Gavan                                   | Vocer                          | 1 episod Nemenționat      |
| 1982 | Shadow Warriors III                                   | Hanzō Tarao                    | 26 episoade               |
| 1982 | Yagyu Jubei Abaretabi                                 | Yagyū Jūbei Mitsuyoshi         | 26 episoade               |
| 1983 | Space Sheriff Sharivan                                | Vocer                          | 1 episod Nemenționat      |
| 1984 | Wonderful Circus Guy                                  | Daigaku Maejima                | film TV Plănuit           |
| 1985 | Shadow Warriors IV                                    | Hanzō Hattori XV               | 27 episoade               |
| 1985 | Shadow Warriors: The End of an Era                    | Hanzō Hattori XV               | 13 episoade               |
| 1986 | Shinya ni Yōkoso                                      | Kōzō Murata                    | 4 episoade                |
| 1987 | Taikoki                                               | Mitsuhide Akechi               | film TV                   |
| 1987 | Tomorrow's Snow                                       | Dr. Sakamoto                   | film TV                   |
| 1987 | A Traveling Girl                                      | Takeshi Ishikawa               |                           |
| 1987 | Autumn Scenario                                       | Tatsumi                        | film TV                   |
| 1988 | Ieyasu Tokugawa                                       | Kazumasa Ishikawa              | film TV                   |
| 1988 | Ryokō keba Renzoku Satsujin                           | Tetsuya Nanjō                  | film TV                   |
| 1989 | Nobunaga Oda                                          | Nobuhide Oda                   | film TV                   |
| 1989 | Iemitsu, Hikoza, and Isshin Tasuke: A National Crisis | Yagyū Jūbei Mitsuyoshi         | film TV                   |
| 1989 | OL Sennyū! Nippon Fūzoku Meisho                       | Iwata                          | film TV                   |
| 1989 | The Days I Saw in My Dreams                           | Shinsaku Sekimoto              | 10 episoade               |
| 1990 | Yoshitsune Minamoto                                   | Kakunichi Zenrinbō             | film TV                   |
| 1990 | Shingo's Ten Duels                                    | Tamon Umei                     | film TV                   |
| 1990 | Ashi de Miru-yama                                     | Kurahashi                      | film TV                   |
| 1990 | Seventeen Ninja                                       | Iga no Jingoza                 | film TV Assistant Regizor |
| 1991 | Shingen Takeda                                        | Nobutora Takeda                | film TV                   |
| 1991 | Saito Dosan: Rage of Power                            | Mitsutsugu Akechi              | film TV                   |
| 1992 | Tokugawa Buraichō                                     | Matsudaira Tadateru            | 24 episoade               |
| 1993 | Mori Ranmaru: Sengoku o Kake Nuketa Waka Jishi        | Sanzaemon Yoshinari Mori       | film TV                   |
| 1996 | Legend of St. Dragon                                  | Yūji Saeki                     | 1 episod                  |
| 1997 | Terakoya Yume Shinan                                  | Matajūrō Sensui                | 23 episoade               |
| 2001 | Shotgun-Marriage                                      | Ittetsu Kotani                 | 11 episoade               |
| 2002 | Wind and Cloud                                        | Lord Conqueror                 |                           |
| 2005 | Legendary Sword fights of Yagyu Jubei                 | Miyamoto Musashi               | 1 episod                  |
| 2005 | Team Astro                                            | J. Shuro                       |                           |
| 2007 | Fūrin Kazan                                           | Nobukata Itagaki               | 30 episoade               |
| 2011 | Secret Agent Erika                                    | Pastor of St. Francisco Church | 1 episod                  |
| 2014 | Owakon TV                                             | Genjirō Aramaki                | 8 episoade                |

### Scurtmetraje
| An   | Titlu                | Rol          | Note |
| ---- | -------------------- | ------------ | ---- |
| 2013 | Ninja Theory         | Ninja master | Voce |
| 2018 | Shakespeare in Tokyo | Calligrapher |      |

## Teatru
| An        | Titlu                                      | Rol                    | Note                            |
| --------- | ------------------------------------------ | ---------------------- | ------------------------------- |
| 1981      | Yagyu Jubei Makai Tensho                   | Jūbei Mitsuyoshi Yagyū |                                 |
| 1981      | Stuntman Story                             |                        |                                 |
| 1982–1984 | The Big Adventure of The Fantastic Pirates | Captain Daedalus       | Regizor                         |
| 1985      | The Drunken Duke                           | Duke Robert            | Regizor Planning Idee originală |
| 1986      | Adventure Youth Departure                  |                        | Planning Supervision            |
| 1986      | Stuntman Love Story                        |                        | Planning Supervision            |
| 1987      | Shinichi Chiba's Shadow Warriors           |                        |                                 |
| 2008      | Furin Kazan: Harunobu Burning              | Nobukata Itagaki       |                                 |
| 2015      | Biohazard: The Stage                       | Ezra Sennett           |                                 |